# 三省堂 (婺源江湾)
三省堂是一座清代建筑，位于中国江西省上饶市婺源县江湾镇江湾村，建于清朝中叶，为清末民初教育家、南京高等师范学校校长江谦的祖居，保存完好。堂名取自《论语•学而》“吾日三省吾身”。原为三进二层，现存第一进及后堂灶间。列为婺源县文物保护单位。